# Карни, Дэвид
Дэ́вид Ре́ймонд Ка́рни (англ. David Raymond Carney; 30 ноября 1983, Сидней) — австралийский футболист, полузащитник. Выступал за сборную Австралии.

## Карьера
В 16 лет Дэвид Карни приехал в Англию, где 3 года играл за академию «Эвертона». Там его партнёром был Уэйн Руни. Финалист Молодёжного кубка Англии 2002 года в составе «Эвертона». Профессиональную карьеру Керни начинал в 2003 году в «Олдем Атлетик» (провёл 1 матч в Кубке лиги). После футболист в 2004 году перешёл в «Галифакс Таун» (Конференция). За клуб Карни сыграл 3 матча и затем перешёл в шотландский «Гамильтон Академикал» (шотландский Первый дивизион). Футболист и там надолго не задержался. В марте 2005 года Карни перешёл в клуб А-лиги «Сидней», тренером которого был Пьер Литтбарски. Вместе с клубом Карни выиграл Клубный чемпионат Океании 2005 и А-лигу 2005—2006. 29 июля 2007 года Керни перешёл в «Шеффилд Юнайтед» и играл там до января 2009 года, а затем был отдан в аренду в «Норвич Сити». В конце августа 2009 года Дэвид перешёл в нидерландский «Твенте». Затем играл за английский «Блэкпул» в Премьер-лиге и за испанский «Алькоркон» в Сегунде. С 10 февраля 2012 года выступает в чемпионате Узбекистана за «Бунёдкор».

## Карьера за сборную страны
За сборную Австралии сыграл 43 матча, забил 6 голов (первый из них — 17 ноября 2007 года в ворота сборной Нигерии).

## Достижения
«Сидней»
- Победитель клубного чемпионата Океании: 2005
- Победитель плей-офф A-League: 2006

«Твенте»
- Чемпион Нидерландов: 2009/10
- Обладатель Суперкубка Нидерландов: 2010

сборная Австралии
- Серебряный призёр Кубка Азии 2011 года